# 伊闊利蒂鎮區 (伊利諾伊州加拉廷縣)
伊闊利蒂鎮區（英語：Equality Township）是位於美國伊利諾伊州加拉廷縣的一個行政鎮區。

## 地方資料
根據2010年美國人口普查的數據，伊闊利蒂鎮區的面積為96.60平方千米，當中陸地面積為95.70平方千米，而水域面積為0.90平方千米。當地共有人口789人，而人口密度為每平方千米8.17人。